# Christine Triebsch
Christine Triebsch (* 1. Juni 1955 in Jena) ist eine deutsche Glasgestalterin und war Hochschullehrerin.

## Leben und Werk
Christine Triebsch absolvierte bis 1974 in Jena die Erweiterte Oberschule. Nach dem Abitur machte sie bis 1975 ein Praktikum in einem Betrieb der Glasindustrie. Von 1975 bis 1980 studierte sie Glasgestaltung bei Rüdiger Reinel an der Hochschule für industrielle Formgestaltung Burg Giebichenstein (HIF). Sie erwarb 1980 das Diplom für Bildende Kunst. Von 1980 bis 1982 hatte sie an der HIF eine Aspirantur. Danach war sie bis 1991 in Halle/Saale freischaffend tätig. Sie war bis 1990 Mitglied des Verbands Bildender Künstler der DDR und hatte eine Anzahl von Personalausstellungen und Ausstellungsbeteiligungen im In- und Ausland, u. a. 1987/1988 an der X. Kunstausstellung der DDR in Dresden.
Von 1988 bis 1991 hatte Christine Triebsch an der HIF einen Lehrauftrag, ab 1991 war sie Leiterin der Studienrichtung Bild, Raum, Objekt, Glas. Von 1993 bis zum Ausscheiden aus dem aktiven Hochschuldienst 2020 hatte sie eine Professur. Von 1995 bis 1997 war sie Dekanin des Fachbereichs Kunst, von 1998 bis 2000 Prorektorin, 2003/2004 Vorsitzende des Konzils und von 2010 bis 2014 Prodekanin des Fachbereichs Kunst.
Christine Triebsch schuf insbesondere die künstlerischen Entwürfe von repräsentativen Fenstern für eine bedeutende Zahl von sakralen und profanen Bauten.
1996/1997 gehörte sie der Kommission Kunst und Landschaft an, die Grundsätze und Empfehlungen für die künstlerische und landschaftsarchitektonische Gestaltung der Bergbaufolgelandschaft im Gebiet des Braunkohletagebau Goitzsche erarbeitete. Bis 2011 hatte sie die künstlerische Leitung der Wiederherstellung der Josef-Albers-Fenster im Haupttreppenhaus des Leipziger Grassimuseums.

## Entwürfe für Fenstergestaltungen (unvollständig)
- Zentrales Klubhaus der Gewerkschaften „Hermann Duncker“, Halle (1986)
- Kirche Maria Königin des Friedens, Geismar (1995)
- Stadtkirche St. Michael, Jena (2014)
- Stadtkirche Lindau (2015)[1]
- Stadtkirche Lutherstadt Wittenberg (2017)[2]
- Treppenhaus des Hauptgebäudes der Nationalen Akademie der Wissenschaften Leopoldina in Halle (2018)[3]